# Entangled in Chaos
Entangled in Chaos è il primo album live del gruppo death metal statunitense Morbid Angel, pubblicato nel 1996.

## Tracce
1. Immortal Rites – 4:08
2. Blasphemy of the Holy Ghost – 3:31
3. Sworn to the Black – 3:49
4. Lord of All Fevers and Plague – 3:56
5. Blessed Are the Sick – 2:48
6. Day of Suffering – 2:02
7. Chapel of Ghouls – 3:47
8. Maze of Torment – 4:25
9. Rapture – 4:07
10. Blood on My Hands – 3:41
11. Dominate – 2:54

## Formazione
- David Vincent - basso e voce
- Trey Azagthoth - chitarra
- Pete Sandoval - batteria
- Erik Rutan - chitarra